# Matt Brennan (Politiker)
Matthew „Matt“ Brennan (* 16. Oktober 1936 in County Sligo, Irland) ist ein ehemaliger irischer Politiker der Fianna Fáil. Von Februar 1982 bis Mai 2002 war er Teachta Dála (Abgeordneter) im Dáil Éireann.

## Biografie
Matt Brennan wurde bereits 1974 kommunalpolitisch aktiv und konnte 1974 in den Sligo County Council für Tubbercurry einziehen. Bei den Wahlen zum Dáil Éireann 1981 im Wahlkreis Sligo–Leitrim konnte er aber noch keinen Erfolg erzielen. Bei den kurz darauf folgenden Wahlen im Februar 1982 konnte er dann aber einen Sitz erringen, den er bei den nachfolgenden Wahlen im November 1982, 1987, 1989, 1992 und 1997 verteidigen konnten. Dann zog er sich aus der Politik zurück und trat zu den nachfolgenden Wahlen nicht mehr an.

## Leben
Matt Brennan ist mit Mary verheiratet.